# 水ヶ森
水ヶ森（みずがもり）は、山梨県甲府市と山梨市（旧東山梨郡牧丘町）の境にあり、秩父山地の南西部にある山・丘陵・高原である。標高は1,553.1m。
太良ヶ峠 - 帯那山 - 水ヶ森 - 乙女高原と、水ヶ森林道が通っている。荒川林道（クリスタルライン）に繋がる。帯那山に、帯那山高原牧場（ハーベストリゾート構想）、帯那山あやめの群生地がある。

## 隣接する山
- 乙女高原
- 帯那山（おびなやま）
- 太良ヶ峠（太良峠、多羅が峠）